# Laurie Philpott
Laurie Philpott (Antwerpen, 1990) is een Belgisch acrogymnaste. Ze is de kleindochter van Marcel Mattheessens. 

## Levensloop
In 2015 werd ze samen met Natascha Van Es Belgisch kampioene en werd het duo vierde op het Europees kampioenschap in het Duitse Riesa. Aldaar behaalden ze brons in de balans- en tempofinale.
In 2016 won het duo brons op het wereldkampioenschap in het Chinese Putian.